# (6114) Dalla-Degregori
(6114) Dalla-Degregori – planetoida z pasa głównego asteroid okrążająca Słońce w ciągu 3,33 roku w średniej odległości 2,23 j.a. Odkryta 28 kwietnia 1984 roku. Przed nadaniem nazwy oficjalnej nosiła oznaczenie prowizoryczne 1984 HS1. Planetoida nosi nazwę pochodzącą od muzyków włoskich Lucio Dalli oraz Francesco De Gregoriego.